# Đồ Tỉnh Triết
Đồ Tỉnh Triết (tiếng Trung: 涂醒哲; bính âm: Tú Xǐngzhé; Wade–Giles: T'u2 Hsing3-che2) là chính khách Đài Loan. Ông là Bộ trưởng Bộ Y tế Đài Loan từ 2002 đến 2003 và sau đó đã phục vụ trong Lập pháp viện Trung Hoa Dân Quốc từ 2008 đến 2012. Ông hiện là Thị trưởng thành phố Gia Nghĩa, đang phục vụ kể từ ngày 25 tháng 12 năm 2014.

## Giáo dục
Đồ Tỉnh Triết đạt được bằng cử nhân về y học và bằng thạc sĩ về y tế công cộng từ Đại học quốc lập Đài Loan. Sau đó ông đạt được bằng tiến sĩ từ Đại học California tại Los Angeles ở Hoa Kỳ.

## Bộ trưởng Y tế
Đồ Tỉnh Triết đã thay ông Lý Minh Lượng làm Bộ trưởng Bộ Y tế vào ngày 1 tháng 9 năm 2002 và đã từ chức vào ngày 16 tháng 5 năm 2003.

## Thị trưởng thành phố Gia Nghĩa

### Bầu cử thị trưởng thành phố Gia Nghĩa năm 2009
Đồ Tỉnh Triết tham gia vào cuộc bầu cử địa phương Trung Hoa Dân Quốc năm 2009 cho vị trí Thị trưởng thành phố Gia Nghĩa được tổ chức vào ngày 5 tháng 12 năm 2009. Cuối cùng ông đã thua ứng cử viên của Quốc Dân Đảng Hoàng Mẫn Huệ.
| Kết quả bầu cử Thị trưởng thành phố Gia Nghĩa 2009 | Kết quả bầu cử Thị trưởng thành phố Gia Nghĩa 2009 | Kết quả bầu cử Thị trưởng thành phố Gia Nghĩa 2009 | Kết quả bầu cử Thị trưởng thành phố Gia Nghĩa 2009 | Kết quả bầu cử Thị trưởng thành phố Gia Nghĩa 2009 | Kết quả bầu cử Thị trưởng thành phố Gia Nghĩa 2009 | Kết quả bầu cử Thị trưởng thành phố Gia Nghĩa 2009 |
| STT                                                | Ứng cử viên                                        | Đảng                                               | Phiếu bầu                                          | Tỷ lệ phần trăm                                    |                                                    |                                                    |
| -------------------------------------------------- | -------------------------------------------------- | -------------------------------------------------- | -------------------------------------------------- | -------------------------------------------------- | -------------------------------------------------- | -------------------------------------------------- |
| 1                                                  | Hoàng Mẫn Huệ                                      | KMT                                                | 69,962                                             | 52.20%                                             |                                                    |                                                    |
| 2                                                  | Lâm Thánh Phân (林聖芬)                            | Độc lập                                            | 2,801                                              | 2.09%                                              |                                                    |                                                    |
| 3                                                  | Đồ Tỉnh Triết                                      | DPP                                                | 61,268                                             | 45.71%                                             |                                                    |                                                    |

### Bầu cử thị trưởng thành phố Gia Nghĩa năm 2014
Đồ Tỉnh Triết đã chiến thắng một hội nghị tuyển lựa ứng cử viên đảng được tổ chức vào tháng 3 năm 2014, và được ghi tên là ứng cử viên Đảng Dân chủ Tiến bộ Đài Loan cho chức Thị trưởng thành phố Gia Nghĩa.
Đồ Tỉnh Triết được bầu làm Thị trưởng thành phố Gia Nghĩa sau khi giành chiến thắng cuộc bầu cử Thị trưởng thành phố Gia Nghĩa năm 2014 được tổ chức vào ngày 29 tháng 11 năm 2014.
| Kết quả bầu cử thị trưởng thành phố Gia Nghĩa 2014 | Kết quả bầu cử thị trưởng thành phố Gia Nghĩa 2014 | Kết quả bầu cử thị trưởng thành phố Gia Nghĩa 2014 | Kết quả bầu cử thị trưởng thành phố Gia Nghĩa 2014 | Kết quả bầu cử thị trưởng thành phố Gia Nghĩa 2014 | Kết quả bầu cử thị trưởng thành phố Gia Nghĩa 2014 | Kết quả bầu cử thị trưởng thành phố Gia Nghĩa 2014 |
| STT                                                | Ứng cử viên                                        | Đảng                                               | Phiếu bầu                                          | Tỷ lệ phần trăm                                    |                                                    |                                                    |
| -------------------------------------------------- | -------------------------------------------------- | -------------------------------------------------- | -------------------------------------------------- | -------------------------------------------------- | -------------------------------------------------- | -------------------------------------------------- |
| 1                                                  | Trần Tú Lệ (陳秀麗)                                | Độc lập                                            | 633                                                | 0.44%                                              |                                                    |                                                    |
| 2                                                  | Trần Thái Sơn (陳泰山)                             | Độc lập                                            | 786                                                | 0.54%                                              |                                                    |                                                    |
| 3                                                  | Trần Dĩ Chân (陳以真)                              | KMT                                                | 66,108                                             | 45.50%                                             |                                                    |                                                    |
| 4                                                  | Đồ Tỉnh Triết                                      | DPP                                                | 74,698                                             | 51.41%                                             |                                                    |                                                    |
| 5                                                  | Hứa Văn Kiến (許文建)                              | Độc lập                                            | 330                                                | 0.23%                                              |                                                    |                                                    |
| 6                                                  | Lâm Thi Hàm (林詩涵)                               | Mặt trận Dân chủ nhân dân                          | 2,747                                              | 1.89%                                              |                                                    |                                                    |